# Радзимін (Плонський повіт)
Радзимін (пол. Radzymin) — село в Польщі, у гміні Нарушево Плонського повіту Мазовецького воєводства.
Населення — 422 особи (2011).
У 1975-1998 роках село належало до Цехановського воєводства.

## Демографія
Демографічна структура станом на 31 березня 2011 року:
|          | Загалом | Допрацездатний вік | Працездатний вік | Постпрацездатний вік |
| -------- | ------- | ------------------ | ---------------- | -------------------- |
| Чоловіки | 206     | 40                 | 137              | 29                   |
| Жінки    | 216     | 49                 | 117              | 50                   |
| Разом    | 422     | 89                 | 254              | 79                   |